# Dean Stoneman
Dean Stoneman, né le 24 juillet 1990, est un pilote automobile britannique. Champion de Formule 2 en 2010, il a suspendu sa carrière entre 2011 et 2012 pour des raisons de santé, après avoir été diagnostiqué d'un cancer des testicules. 

## Carrière automobile
- 2006 : Championnat de Grande-Bretagne de Formule Renault hivernal, 19e
- 2007 : Championnat de Grande-Bretagne de Formule Renault, 2e (3 victoires)
  - Championnat de Grande-Bretagne de Formule Renault hivernal, 6e
- 2008 : Championnat de Grande-Bretagne de Formule Renault, 4e (3 victoires)
  - Championnat de Grande-Bretagne de Formule Renault hivernal, 3e (1 victoire)
- 2009 : Championnat de Grande-Bretagne de Formule Renault, 4e (1 victoire)
- 2010 : Formule 2, Champion avec 6 pole positions, 6 victoires, 12 podiums, et 6 meilleurs tours.
  - Formula Renault 3.5 Series, (deux courses)
- 2013 : GP3 Series, 16e avec 1 podium.
- 2014 : GP3 Series, 2e avec 1 pole position, 5 victoires, 6 podiums, et 2 meilleurs tours.
- 2015 : Formula Renault 3.5 Series, 6e 4 podiums.
  - GP2 Series, 24e
- 2016 : Indy Lights, 5e avec 2 victoires, 7 podiums, et 2 meilleurs tours.
- 2017 : Blancpain GT Series Endurance Cup, NC
- 2018-19 : Championnat du monde d'endurance FIA, NC
- 2019 : Blancpain GT Series Endurance Cup, NC
- 2020 : Lamborghini Super Trofeo, 1re avec 3 pole position, 4 victoires, 6 podiums, et 3 meilleurs tours.